# Kitajron
Kitajron – postać z mitologii greckiej. Król Platejów.
Kitajron był królem Platejów przed Asoposem. Według podania przekazanego przez Pauzaniasza, w czasie jego panowania, doszło do nieporozumienia między Zeusem a Herą. Hera postanowiła nie dzielić dalej łoża ze swym małżonkiem i uciekła na Eubeę. Zgnębiony Zeus udał się do Platejów na dwór Kitajrona. Sprytny król podpowiedział mu jak wybrnąć z trudnej sytuacji. Doradził mianowicie Zeusowi, by sporządził posąg kobiety, okrył go płaszczem i razem z nim kazał się wozić po Platejach wozem zaprzężonym w woły. Kiedy Hera dostrzegła małżonka i zaintrygowana zaczęła się dopytywać co to może znaczyć, odpowiedziano jej zgodnie z szerzoną przez Kitajrona opowieścią, że Zeus porwał Plateję, córkę Asoposa i zamierza ją pojąć za żonę. Oburzona Hera udała się natychmiast do Platejów, zdarła zasłonę z towarzyszki Zeusa, a ujrzawszy wyciosaną z drewna figurę wybuchnęła śmiechem. Odtąd mieszkańcy Platejów obchodzą co roku święto zaślubin Zeusa i Hery. Postać Kitajrona pojawia się w operze Jeana-Philippe'a Rameau Platée.
Od imienia Kitajrona została też nazwana znajdująca się w pobliżu Platejów góra. Wedle związanego z tym zdarzeniem podania w Kitajronie zakochała się Tejsifone jedna z erynii. Kitajron wzgardził jednak jej miłością. Urażona Tejsifone wyczarowała wówczas ze swych włosów węża, który ukąsił Kitajrona, tak że młodzieniec zmarł. Po jego śmierci nazwano jego imieniem górę, która wcześniej nazywała się Asterion. Wedle innej wersji tego opowiadania, Kitajron miał brata Helikona tak łagodnego, jak on sam był porywczy. Gwałtowność Kitajrona doprowadziła w końcu do śmierci jego ojca, brata natomiast strącił ze skały. Sam zginął w wyniku nieszczęśliwego upadku. Wówczas dwie pobliskie góry nazwano Kitajronem i Helikonem. Pierwszą na pamiątkę gwałtownego herosa, ponieważ była siedzibą erynii, drugą na pamiątkę życzliwego, ponieważ przebywały na niej muzy.